# Evropský olympijský festival mládeže

Oficiální logo Evropského olympijského festivalu mládeže

Evropský olympijský festival mládeže je sportovní událost, které se mohou zúčastnit mladí evropští sportovci ve věku 14 až 18 let. Akce se pořádá vždy v lichý rok a dělí se na letní a zimní část. Letní festival se označuje zkratkou EYOF (Evropský olympijský festival mládeže, anglicky: European Youth Olympic Festival), zimní festival EYOWF (Evropský zimní olympijský festival mládeže, anglicky: European Youth Olympic Winter Festival).
Zakladatelem a průkopníkem akce se stal na začátku 90. let minulého století pozdější prezident Mezinárodního olympijského výboru Jacques Rogge. První ročník letního festivalu se konal v roce 1991 v belgickém Bruselu. Zimní festival se konal poprvé o dva roky později v italské Aostě. Tehdy se ještě festival nazýval původním názvem EYOD (Evropské olympijské dny mládeže, anglicky: European Youth Olympic Days).

## Přehled festivalů
Letní festival od roku 1991, zimní od roku 1993, sportovci od 14 do 18 let.

### Letní
| Poř.   | Rok  | Město              | Země               | Začátek      | Konec        | Národy | Závodníci | Sporty | Soutěže | Vítěz              |
| ------ | ---- | ------------------ | ------------------ | ------------ | ------------ | ------ | --------- | ------ | ------- | ------------------ |
| I.     | 1991 | Brusel             | Belgie             | 12. července | 21. července | 33     | 2 084     | 10     | 70      | Francie            |
| II.    | 1993 | Valkenswaard       | Nizozemsko         | 3. července  | 9. července  | 43     | 1 874     | 10     | 86      | Rusko              |
| III.   | 1995 | Bath               | Spojené království | 9. července  | 14. července | 47     | 1 709     | 10     | 86      | Spojené království |
| IV.    | 1997 | Lisabon            | Portugalsko        | 18. července | 24. července | 47     | 2 500     | 10     | 86      | Rusko              |
| V.     | 1999 | Esbjerg            | Dánsko             | 10. července | 16. července | 48     | 2 324     | 11     | 84      | Rusko              |
| VI.    | 2001 | Murcia             | Španělsko          | 3. července  | 9. července  | 48     | 2 500     | 10     | 90      | Rusko              |
| VII.   | 2003 | Paříž              | Francie            | 28. července | 2. srpna     | 48     | 2 500     | 10     | 95      | Rusko              |
| VIII.  | 2005 | Lignano Sabbiadoro | Itálie             | 3. července  | 8. července  | 48     | 3 965     | 11     | 109     | Rusko              |
| IX.    | 2007 | Bělehrad           | Srbsko             | 22. července | 27. července | 48     | 3 000     | 11     | 100     | Rusko              |
| X.     | 2009 | Tampere            | Finsko             | 19. července | 26. července | 49     | 3 302     | 9      | 109     | Rusko              |
| XI.    | 2011 | Trabzon            | Turecko            | 24. července | 29. července | 49     | 3 138     | 9      | 109     | Rusko              |
| XII.   | 2013 | Utrecht            | Nizozemsko         | 14. července | 19. července | 49     | 3 143     | 9      | 111     | Rusko              |
| XIII.  | 2015 | Tbilisi            | Gruzie             | 26. července | 1. srpna     | 50     | 3 304     | 9      | 112     | Rusko              |
| XIV.   | 2017 | Győr               | Maďarsko           | 22. července | 30. července | 50     | 3 675     | 10     | 130     | Rusko              |
| XV.    | 2019 | Baku               | Ázerbájdžán        | 20. července | 28. července | 48     | 3 902     | 10     | 135     | Rusko              |
| XVI.   | 2022 | Bánská Bystrica    | Slovensko          | 24. července | 30. července | 48     | 2 253     | 10     | 120     | Itálie             |
| XVII.  | 2023 | Maribor            | Slovinsko          | 23. července | 29. července | 48     | 2 419     | 10     | 122     | Itálie             |
| XVIII. | 2025 | Skopje             | Severní Makedonie  |              |              |        |           |        |         |                    |

### Zimní
| Poř.  | Rok  | Město                                                        | Země                     | Začátek    | Konec      | Národy | Závodníci | Sporty | Soutěže | Vítěz   |
| ----- | ---- | ------------------------------------------------------------ | ------------------------ | ---------- | ---------- | ------ | --------- | ------ | ------- | ------- |
| I.    | 1993 | Aosta                                                        | Itálie                   | 7. února   | 10. února  | 33     | 708       | 5      | 17      | Rusko   |
| II.   | 1995 | Andorra la Vella                                             | Andorra                  | 4. února   | 10. února  | 40     | 740       | 4      | 17      | Itálie  |
| III.  | 1997 | Sundsvall                                                    | Švédsko                  | 7. února   | 13. února  | 41     | 991       | 6      | 27      | Rusko   |
| IV.   | 1999 | Poprad-Tatry                                                 | Slovensko                | 6. března  | 12. března | 40     | 819       | 7      | 27      | Rusko   |
| V.    | 2001 | Vuokatti                                                     | Finsko                   | 11. března | 15. března | 40     | 1 111     | 7      | 28      | Rusko   |
| VI.   | 2003 | Bled                                                         | Slovinsko                | 25. ledna  | 31. ledna  | 41     | 1 242     | 7      | 28      | Rusko   |
| VII.  | 2005 | Monthey                                                      | Švýcarsko                | 23. ledna  | 28. ledna  | 41     | 1 184     | 8      | 35      | Rusko   |
| VIII. | 2007 | Jaca                                                         | Španělsko                | 18. února  | 23. února  | 43     | 1 284     | 8      | 20      | Rusko   |
| IX.   | 2009 | Slezské vojvodství (Bílsko-Bělá, Těšín, Tychy, Štírk, Visla) | Polsko                   | 15. února  | 20. února  | 47     | 1 615     | 9      | 31      | Rusko   |
| X.    | 2011 | Liberec                                                      | Česko                    | 13. února  | 18. února  | 44     | 1 492     | 8      | 28      | Německo |
| XI.   | 2013 | Brašov                                                       | Rumunsko                 | 17. února  | 22. února  | 45     | 1 465     | 8      | 36      | Rusko   |
| XII.  | 2015 | Vorarlbersko Vaduz                                           | Rakousko Lichtenštejnsko | 25. ledna  | 30. ledna  | 45     | 1 519     | 8      | 30      | Rusko   |
| XIII. | 2017 | Erzurum                                                      | Turecko                  | 12. února  | 17. února  | 34     | 1 241     | 9      | 38      | Rusko   |
| XIV.  | 2019 | Sarajevo                                                     | Bosna a Hercegovina      | 9. února   | 16. února  | 46     | 1 537     | 7      | 34      | Norsko  |
| XV.   | 2022 | Vuokatti                                                     | Finsko                   | 20. března | 25. března | 46     | 932       | 9      | 39      | Finsko  |
| XVI.  | 2023 | Furlansko-Julské Benátsko                                    | Itálie                   | 21. ledna  | 28. ledna  | 47     | 1 252     | 13     | 59      | Francie |
| XVII. | 2025 | Bordžomi-Bakuriani                                           | Gruzie                   |            |            |        |           | 13     |         |         |

## Abecední seznam sportů
Letní festival:
- Atletika
- Basketbal
- Cyklistika
- Gymnastika (sportovní a moderní)
- Házená
- Judo
- Plavání
- Tenis
- Volejbal

Zimní festival:
- Alpské lyžování
- Běh na lyžích
- Biatlon
- Curling
- Krasobruslení
- Lední hokej
- Severská kombinace
- Skoky na lyžích
- Snowboarding